# Viken (Szwecja)
Viken – miejscowość (tätort) w Szwecji, w regionie administracyjnym (län) Skania, w gminie Höganäs.
Według danych Szwedzkiego Urzędu Statystycznego liczba ludności wyniosła: 4489 (31 grudnia 2015), 4636 (31 grudnia 2018) i 4614 (31 grudnia 2019).